# Phosphitozonide
Phosphitozonide sind eine Stoffgruppe der organischen Chemie, die sich von den Phosphiten und Ozon ableitet. Die Verbindungen weisen einen P-O-O-O-Vierring auf. Sie sind sehr instabil und nur bei niedrigen Temperaturen stabil, sie haben aber Bedeutung als Quelle von Singulett-Sauerstoff.

## Geschichte
Phosphitozonide wurden erstmals 1961 beschrieben.

## Herstellung
Phosphitozonide werden durch Umsetzung eines Phosphits mit Ozon bei tiefen Temperaturen hergestellt.

## Eigenschaften
Phosphitozonide sind empfindlich gegen thermische Zersetzung, jedoch sind die stabilsten Vertreter fast bis Raumtemperatur stabil. Dies betrifft insbesondere solche Verbindungen mit cyclischen oder bicyclischen Strukturen. Dies hängt damit zusammen, dass Vertreter, die eine Struktur mit einem kleinen Ring oder eine bicyclische Struktur aufweisen, direkt Sauerstoff abspalten müssen, was eine vergleichsweise hohe Aktivierungsenergie hat. Liegt keine geometrisch fixierte Struktur vor, findet dagegen zunächst eine Umlagerung durch Pseudorotation statt, wonach eine Abspaltung mit deutlich geringerer Aktivierungsenergie möglich ist. Triethylphosphitozonid ist nur etwa bis −100 °C stabil. Zu den stabileren Vertretern gehören unter anderem Triphenylphosphitozonid, Trimethylolpropanphosphitozonid und 1-Phospha-2,6,7-trioxaadamantanozonid. Trimethylolpropanphosphitozonid ist unterschiedlichen Quellen zufolge bis −15 °C oder sogar bis 0 °C stabilt.

## Reaktionen und Verwendung
Phosphitozonide dienen als Quelle für Singulett-Sauerstoff, wobei als Nebenprodukt ein Phosphat anfällt. Die Freisetzung von Singulett-Sauerstoff wird mittels Pyridin und Methanol katalysiert, wodurch die Bildung kontrolliert bei beliebiger Temperatur erfolgen kann.